# CAR-15
CAR-15 — автоматический карабин производства США, компактный вариант автоматической винтовки М16.

## История
Создание первого автоматического карабина на базе AR-15 началось в середине 1964 года в качестве оружия для спецподразделений, пилотов авиатехники и некоторых других категорий военнослужащих. Для уменьшения габаритов инженеры укоротили ствол M16 с 508 до 254 мм, а фиксированный приклад заменили на телескопический, благодаря чему оружие стало короче ещё на 76 мм. 
Однако короткий ствол не обеспечивал полного сгорания пороха, и, как следствие, слишком громкий звук выстрела и слишком большая вспышка при стрельбе вызывали дискомфорт и демаскировали стрелка. По результатам эксплуатации, в 1968 году было принято решение внести изменения в конструкцию оружия (при этом производство версии XM177 было прекращено, а ранее выпущенные XM177 в 1969-1970 гг. изъяли из войск США).
Модернизированный вариант XM177E1 Commando, в котором были устранены эти недостатки, был принят на вооружение.
В 1983 году канадская компания Diemaco разработала на базе Diemaco C7 автоматический карабин Diemaco C8 для вооружённых сил Канады, после чего в 1984 году правительство США поручило компании "Colt" разработать автоматический карабин на основе конструкции М16А2. На этапе разработке и испытаний карабин получил наименование XM4, а в 1994 году он был официально принят на вооружение вооружённых сил США под наименованием автоматический карабин М4 в качестве замены автоматических карабинов типа CAR-15.
С начала 1990-х годов выпуск карабинов CAR-15 с телескопическим прикладом из алюминиевого сплава с нейлоновым покрытием был прекращён, все карабины CAR-15 производства "Colt" начали выпускать с новым прикладом из стеклонаполненного нейлона.
В связи с распространением бронежилетов (обеспечивавших защиту от выстрелов 9-мм пистолетов-пулемётов), по заказу ФБР для полицейских спецподразделений США началась разработка нового глушителя к 5,56-мм карабину CAR-15. В результате, в середине 1990-х годов конструктор Линн Мак-Уильямс разработал для CAR-15 съемный глушитель массой 714 грамм и длиной 190 мм в корпусе из нержавеющей стали (выпуск которого освоила фирма "AWC Systems Technology").

## Варианты
- Colt Model 607 — первый вариант, выпущенный в небольшом количестве
- Colt Model 608, он же CAR-15 Survival rifle — вариант для пилотов ВВС США. Отличия — фиксированный металлический приклад, цевьё круглого сечения и укороченная пистолетная рукоятка.
- Colt Model 609 — серийный вариант с 254-мм стволом, выпущенный в 1966—1967 гг. и принятый на вооружение армией США под наименованием XM177E1[1]. Модернизированный вариант с удлинённым пламегасителем, цевьём трубчатого сечения, металлическим телескопическим прикладом, ствольной коробкой с досылателем затвора от XМ16E1.
- Colt Model 610 — вариант, принятый на вооружение ВВС США под названием XM177.
- Colt Model 629 — следующий вариант, модификация XM177 с 292-мм стволом и 30-зарядным магазином от М16А1, принятая на вооружение вооружённых сил США под наименованием XM177E2[1]
- Colt Model 733 (он же Colt Commando) — вариант с 292-мм стволом, серийное производство начато в середине 1970-х годов[1].
- CAR-15A3 — вариант CAR-15 для полиции США с тяжёлым стволом длиной 406 мм, четырехпозиционным телескопическим прикладом (обеспечивающим удобство стрельбы в бронежилете) и съёмной рукоятью для переноски (обеспечивающей возможность установки оптических и ночных прицелов на крышку ствольной коробки)[1].

## Страны-эксплуатанты
- Великобритания

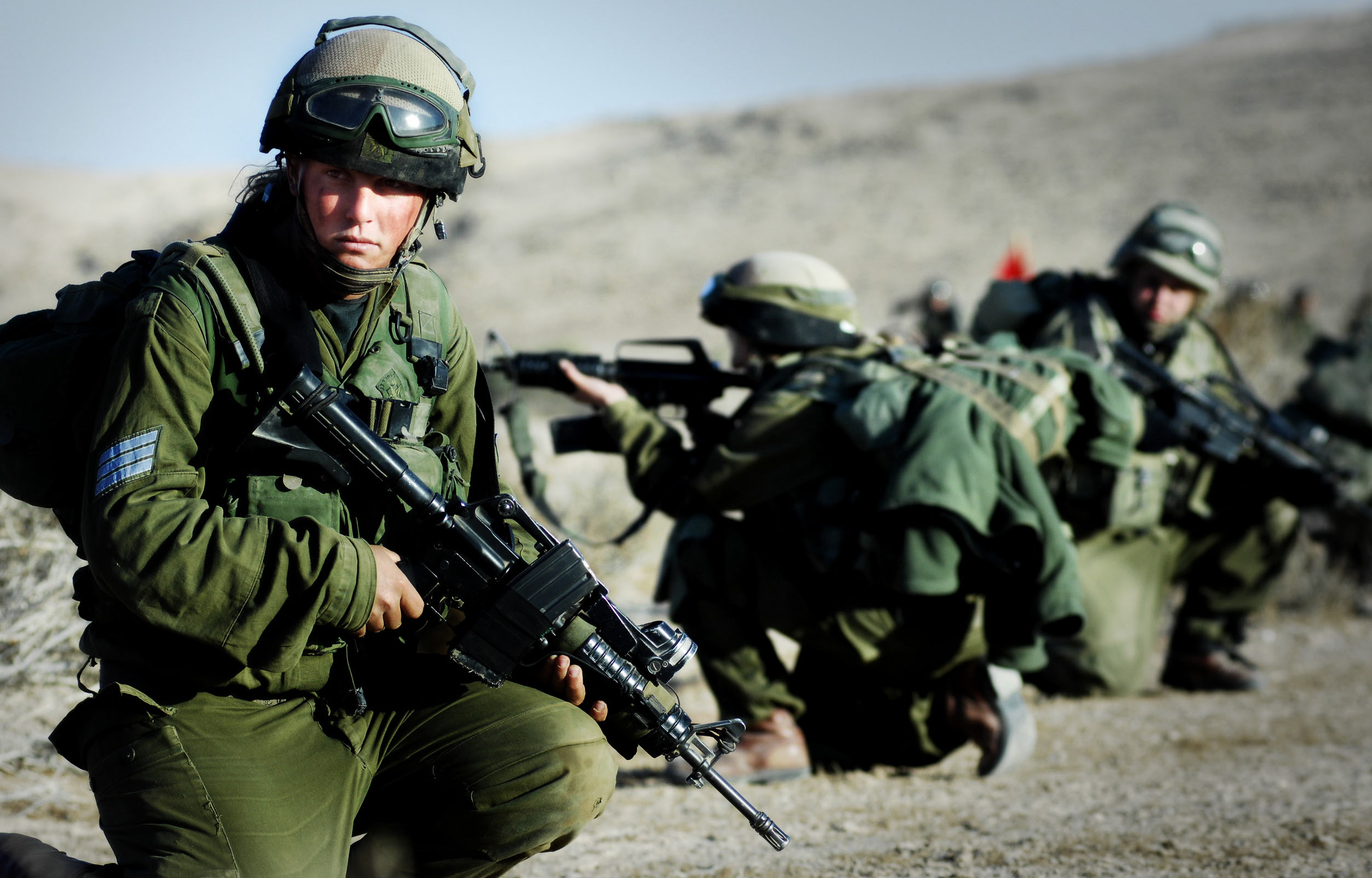
военнослужащие ЦАХАЛ с CAR-15 (13 ноября 2007)

- Вьетнам - некоторое количество трофейных карабинов осталось после окончания войны во Вьетнаме
- Израиль
- Сальвадор - получены в 1980е годы по программе военной помощи из США[3]
- США - карабины поступали на вооружение сил специальных операций и отдельных категорий военнослужащих США, также они использовались в полицейских спецподразделениях[4] (при этом в 1990е годы полиция начала распродажу старых образцов CAR-15, заменяя их на вариант CAR-15A3)[1]. На вооружении спецподразделения "Дельта" CAR-15 оставались даже в 2008 году, после получения более современных карабинов М4[5]
- Филиппины
- Южная Корея - некоторое количество было передано в 1970е годы из США для спецподразделений[6]
- Южный Вьетнам[1].